# Sopronkőhidai Fegyház és Börtön
A Sopronkőhidai Fegyház és Börtön büntetés-végrehajtási intézet Győr-Moson-Sopron vármegyei Sopronkőhida településen (Sopron városrésze). 
Költségvetési szerv, jogi személy.
Alaptevékenysége a külön kijelölés által meghatározott körben:
- a letartóztatással,
- a felnőtt korú férfi elítéltek fegyház és
- börtön fokozatú szabadságvesztésével

összefüggő büntetés-végrehajtási feladatok ellátása. 
Felügyeleti szerve a Belügyminisztérium, szakfelügyeletet ellátó szerve a Büntetés-végrehajtás Országos Parancsnoksága.

## Története

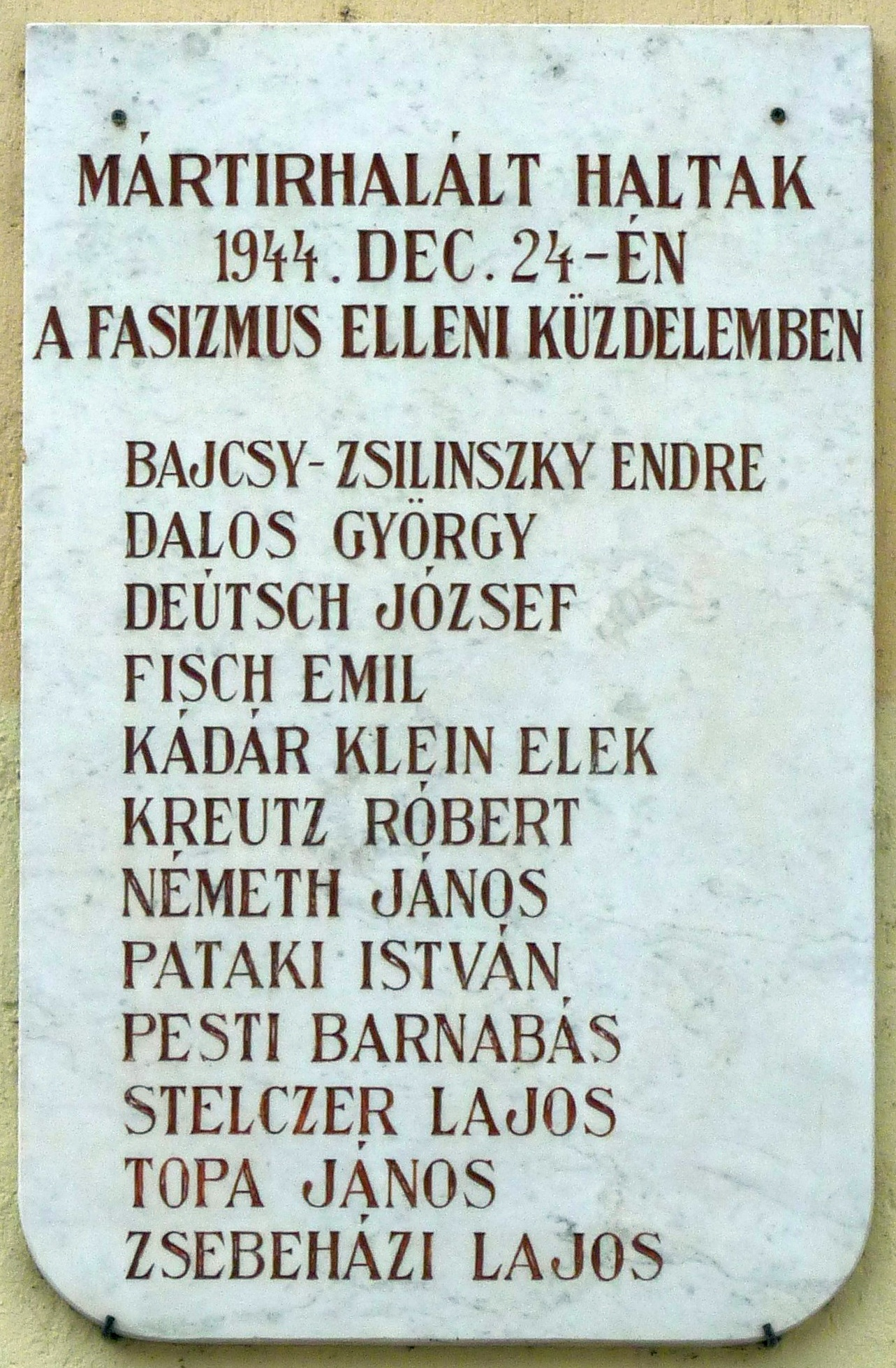
Emléktábla a fegyház és börtön falán

Az intézet felépítését 1883-ban engedélyezték, felépítéséről 1884-ben rendelkeztek.  Az építkezés céljára egy volt cukorgyártelepet vásároltak meg. A tervező Wagner Gyula volt. Alapító okirata szerint 1886-ban létesült, működését ekkor kezdte meg.
- 1921-ben kiürítették, visszatelepítésére – a terület sorsáról döntő népszavazást követően – 1922 áprilisában került sor.
- 1928-ban az intézet egyik elkülönített részét szigorított dologházzá jelölték ki. A dologház tervezésére Kauser Andor kapott megbízást.[1]
- 1944-ben a nyilasok részlegesen kiürítették, hogy ott politikai foglyokat helyezzenek el.
- 1944 decemberében az intézettel szemközti iskolaépületben végezték ki Bajcsy-Zsilinszky Endrét, Pataki Istvánt és Pesti Barnabást.
- 1945. március 29-én kiürítették. A szovjet csapatok hadifogolytábort létesítettek a területén, amely a szövetséges hatalmak Bádeni hadbíróságának börtöneként funkcionált.
- Az intézet visszatelepítésére 1948. március 10-én került sor.
- 1951 októberében ismét kiürítették, az új betelepítés 1955-ben történt meg.
- Az elítélteket 1924-től a magánkézben lévő, majd 1955-től a már állami tulajdonban működő Sopronkőhidai Szövőgyárban foglalkoztatták.
- Az 1960-as években szövödei üzemcsarnok, új kazánház, bástyafal és őrtornyok, az 1980-as években az intézet területének bővítése során sportpálya épült. 1993-ban konyhát és étkezdét 1996-ban új fürdőket alakítottak ki.

2009. március 19-én Pápai Lajos megyés püspök áldotta meg a fegyintézet kápolnáját, amit Szekeres János sopronkőhidai fegyházlelkész, őrkanonok 17 évi börtönpasztorációs munkája eredményeként létesített. Szekeres János atya adománya az oltárkép, 1800-as években készült Utolsó Vacsora jelenet. A kápolna keresztúti stációi Gergely Kosza Attila festőművész adománya. A kápolna építésztervezője Harsányi István, a ferences rend főépítésze.
A fogvatartottak munkáltatását jelenleg az intézet mellett működő Sopronkőhidai Ipari és Szolgáltató Kft. biztosítja.

## Elnevezése
- 1886-tól Soproni Királyi Országos Fegyintézet,
- 1929-től Soproni Királyi Országos Fegyintézet és Szigorított Dologház,
- 1947-től Soproni Országos Büntetőintézet,
- 1951-től Sopronkőhidai Országos Börtön
- 1967-től Sopronkőhidai Büntetés-végrehajtási intézet,
- 1972-től Sopronkőhidai Fegyház,
- 1981-től Sopronkőhidai Fegyház és Börtön.